# 19598 Luttrell
19598 Luttrell este un asteroid din centura principală de asteroizi.

## Descriere
19598 Luttrell este un asteroid din centura principală de asteroizi. A fost descoperit pe 14 iulie 1999 la Socorro, New Mexico, în cadrul proiectului LINEAR. Asteroidul prezintă o orbită caracterizată de o semiaxă mare de 2,31 ua, o excentricitate de 0,14 și o înclinație de 4,1° în raport cu ecliptica.